# Unione Sportiva Pro Italia Galatina 1984-1985
Questa voce raccoglie le informazioni riguardanti  l'Unione Sportiva Pro Italia Galatina nelle competizioni ufficiali della stagione 1984-1985.

## Rosa
| N. |                   | Ruolo | Calciatore               |
| -- | ----------------- | ----- | ------------------------ |
|    | Italia (bandiera) | C     | Cosimo Arsenio           |
|    | Italia (bandiera) | A     | Giorgio Capoccia         |
|    | Italia (bandiera) | C     | Lorenzo Cascella         |
|    | Italia (bandiera) | A     | Walter Chiarella         |
|    | Italia (bandiera) | C     | Carmelo Condemi          |
|    | Italia (bandiera) | A     | Ruggero Corvasce         |
|    | Italia (bandiera) | C     | Sandro Dell'Uomo D'Arme  |
|    | Italia (bandiera) | D     | Giuseppe Dongiovanni     |
|    | Italia (bandiera) | D     | Francesco Paolo Esposito |
|    | Italia (bandiera) | C     | Diego Favonio            |
|    | Italia (bandiera) | A     | Cosimo Francioso         |

| N. |                   | Ruolo | Calciatore          |
| -- | ----------------- | ----- | ------------------- |
|    | Italia (bandiera) | D     | Giuseppe Giovannico |
|    | Italia (bandiera) | D     | Vincenzo Giumentaro |
|    | Italia (bandiera) | D     | Mario Guadalupi     |
|    | Italia (bandiera) | P     | F. De Lorenzo       |
|    | Italia (bandiera) | C     | Cosimo Longo        |
|    | Italia (bandiera) | P     | Pietro Marra        |
|    | Italia (bandiera) | C     | Salvatore Merico    |
|    | Italia (bandiera) | P     | Domenico Torre      |
|    | Italia (bandiera) | D     | Mauro Valentino     |
|    | Italia (bandiera) | D     | Paolo Vigneri       |
|    | Italia (bandiera) | A     | Giuseppe Zarbano    |